# Jesse Cornplanter
Hayonhwonhish, per als blancs Jesse Cornplanter (Cattaraugus, Nova York, 1889—1957), era un indi seneca descendent del cabdill Cornplanter, i fill d'Edward Cornplanter Sosondowah, guardià de la religió de la Casa Llarga. Va lluitar a la Primera Guerra Mundial, on fou ferit i condecorat, i es va fer amic d'Arthur C. Parker. Dibuixant i escultor de màscares, participà en diverses recerques antropològiques i edità el llibre Legends of the Longhouse, told to Sah-Nee-Wah, the white sister (1963).